# جغرافيا تاريخية
الجغرافيا التاريخية (بالإنجليزية: Historical Geography)‏ ليست الجغرافيا التاريخية أحد فروع الجغرافيا الطبيعية أو الجغرافيا البشرية، وإنما هي جغرافية الماضي بجوانبه الطبيعية والبشرية، بمعنى إنها لا تقتصر في دراستها على الظروف الطبيعية للماضي، وإنما تهتم بدراسة النشاط البشري كذلك.
ولا يمنع ذلك من أن تكون هناك دراسات عن الجغرافيا المناخية في الماضي، أو دراسات عن الهجرات البشرية. ومجمل القول إن الجغرافيا التاريخية تضم في رحابها وجهي الجغرافيا الطبيعية والبشرية لتجعلهما علماً واحداً، موضوعه جغرافيا العصور السابقة، ومن هنا اكتسبت اسم تاريخية.
وتستمد الجغرافيا التاريخية مادتها من عدة علوم، فهي ذات صلة وثيقة بفروع الجغرافيا الأخرى خاصة الجيومورفولوجيا، و الجغرافيا المناخية، و الجغرافيا الحيوية، إضافة إلى الجغرافيا البشرية بفروعها المختلفة، وتستعين الجغرافيا التاريخية بعلم المناخ القديم (بالإنجليزية: Paleoclimatology)‏، للتعرف على الأحوال المناخية التي سادت مناطق العالم في العصور المختلفة خاصة عصر البليوستوسين (بالإنجليزية: Pleistocene)‏. وللجغرافيا التاريخية صلة وثيقة بعلم الآثار (بالإنجليزية: Archeolgy)‏، إذ يلجأ دارس الجغرافيا التاريخية إلى الآثار التي خلفها الإنسان، فعن طريق ما خلفته المجتمعات القديمة يتمكن الأثريون من تجميع الأدلة التي تفيد دارس الجغرافيا التاريخية.
ومن العلوم الأخرى علم الأنثربولوجيا (بالإنجليزية: Anthropology)‏ بشقيه الطبيعي والحضاري، وهو يفيد الجغرافيا التاريخية في التعرف على الحضارات المختلفة، وكيفية ملاءمتها واستمرارها أو تغيرها. وتهتم الجغرافيا التاريخية بـاللغويات (بالإنجليزية: Linguistics)‏، فعن طريق التحليل اللغوي يتمكن دارس الجغرافيا التاريخية من التعرف على الإنسان في الفترات التاريخية المختلفة، إذ تعد اللغة هي وسيلة للحفاظ على الحضارة ونقلها من جيل إلى آخر. ولا شك أن العلاقة وثيقة بين الجغرافيا التاريخية و علم التاريخ.